# ال‌جیی‌ای ۱۲۰۰
اِل‌ جی اِی ۱۲۰۰ (به انگلیسی: LGA 1200) یک سوکت سازگار با ریزپردازنده اینتل برای پردازنده‌های رومیزی کامت لِیک و راکت لِیک است که در Q2 2020 منتشر شد.
ال‌جیی‌ای ۱۲۰۰ به عنوان جایگزینی برای ال‌جیی‌ای ۱۱۵۱ (معروف به سوکت H4) طراحی شده‌است. ال‌جیی‌ای ۱۲۰۰ یک آرایه مشبک کفه با ۱۲۰۰ پین بیرون‌زده برای تماس با پدهای پردازنده است. این سوکت از طراحی اصلاح‌شدهٔ ال‌جیی‌ای ۱۱۵۱ با ۴۹ پینِ بیشتر استفاده می‌کند و باعث بهبود تحویل توان و پشتیبانی از ویژگی‌های افزایشی ورودی/خروجی آینده می‌شود. موقعیت پین ۱ همان است که در پردازنده‌های نسل قبل وجود داشت، اما کلیدزنی سوکت به چپ (قبلاً سمت راست بود) تغییر داده شده‌است، و باعث می‌شد پردازنده‌های کامت لِیک از نظر الکتریکی و مکانیکی با تراشه‌های قبلی ناسازگار باشند.
بایوستار، ایسوس، ای‌اس راک، گیگابایت و ام‌اس‌آی مادربردهای خود را بر اساس چیپست اینتل Z490 از پشتیبانی نسل یازدهم CPUهای رومیزی اینتل راکت لِیک تأیید کرده. پشتیبانی کامل PCIe 4.0 برای مارک‌های منتخب تأیید شده‌است. ایسوس پشتیبانی از PCIe 4.0 در ام.۲ را شامل نمی‌شود و مانع پشتیبانی از اس‌اس‌دی‌های PCIe gen 4.0NVMe می‌شود.

## گرماگیر

پدهای اینتل Core i9 10900K

۴ سوراخ برای چفت‌سازی (به انگلیسی: fastening) گرماگیر به مادربرد در یک مربع با طول جانبی ۷۵ میلی‌متر برای سوکت‌های اینتل ال‌جیی‌ای ۱۱۵۱، ال‌جیی‌ای ۱۱۵۵، ال‌جیی‌ای ۱۱۵۰، ال‌جیی‌ای ۱۱۵۶ و LGA 1200 قرار داده شده‌است؛ بنابراین راه‌حل‌های خنک‌سازی بایستی تعویض‌پذیر (به انگلیسی: interchangeable) باشند.